# 大卫·佩特鲁齐
大卫·佩特鲁齐（義大利語：Davide Petrucci，1991年10月17日—），是意大利职业足球运动员，主要担任攻击型中场或影子前锋。佩特鲁齐16岁时便吸引了英超曼联的注意，以最高待遇的青年球员合同将其签入，現時效力土超球會基古爾。

## 生平
佩特鲁齐在2007/08年赛季的青年队比赛中19次代表罗马上场，攻入14球，并被召入了意大利U-17青年队。
2008年6月，媒体报道曼联以95,000英鎊年薪将其签入，他的父亲也已经在曼彻斯特找到工作，曼联还将报销他长期往返意大利的开支。对于未成年球员来说，这是欧洲足联允许的最高薪酬。罗马将得到约20万英镑的赔偿金，但是仍然对于曼联抢走了他们最出色的新秀表示强烈不满。
2009/10赛季，佩特鲁齐骨折，长期伤停，不过重返赛场的他仍然逐渐奠定了在曼联U-21梯队的位置。
2013年1月，佩特鲁齐被租借到英冠彼得伯勒积累经验至赛季结束，他在第三场比赛中就攻入了自己在成年联赛中的首个入球，帮助球队2-1逆转战胜莱斯特城。

## 外部連結
- 曼聯官網簡歷